# Tomás Pérez (futbolista)
Tomás Pérez (Rosario, 26 de agosto de 2005) es un futbolista argentino. Juega como mediocampista y su equipo actual es Fútbol Club Oporto, de la Primera División de Portugal.

## Trayectoria

### Newell's Old Boys
Tomas debutó en la primera de Newell's el 23 de julio de 2024 con un empate 0-0 frente a Independiente Rivadavia.

### Porto
En febrero de 2025 fue presentado como refuerzo del Fútbol Club Oporto con un contrato hasta junio de 2029.

## Selección nacional
En octubre de 2024 fue convocado por Javier Mascherano a la selección de fútbol sub-20 de Argentina para disputar amistosos internacionales.

## Estadísticas

### Clubes
Actualizado al último partido disputado el 6 de noviembre de 2024.
| Club                        | Div.                | Temporada           | Liga | Liga | Copa Nacional | Copa Nacional | Copa Internacional | Copa Internacional | Total | Total |
| Club                        | Div.                | Temporada           | PJ   | G    | PJ            | G             | PJ                 | G                  | PJ    | G     |
| --------------------------- | ------------------- | ------------------- | ---- | ---- | ------------- | ------------- | ------------------ | ------------------ | ----- | ----- |
| Newell's Old Boys Argentina |                     |                     |      |      |               |               |                    |                    |       |       |
| 1.ª                         | 2024                | 12                  | 1    | 1    | 0             | -             | -                  | 13                 | 1     |       |
| Total                       | Total               | 12                  | 1    | 1    | 0             | -             | -                  | 13                 | 1     |       |
| Total en su carrera         | Total en su carrera | Total en su carrera | 12   | 1    | 1             | 0             | -                  | -                  | 13    | 1     |